# E4 (stacja telewizyjna)
E4 – stacja telewizyjna należąca do Channel Four Television Corporation, trzeciego, pod względem wielkości udziałów i zasięgu, brytyjskiego nadawcy.
Nadawany równocześnie w Wielkiej Brytanii i Irlandii. Rozpoczął nadawanie 18 stycznia 2001 roku, istnieje również kanał E4+1, który nadaje to samo co E4, z godzinnym opóźnieniem. Litera „E” w nazwie programu oznacza entertainment co w tłumaczeniu oznacza rozrywka.
Program nadaje głównie produkcje amerykańskie takie jak: Przyjaciele, 90210, Gotowe na wszystko, Glee oraz inne seriale.

## Programy emitowane przez E4

### Oryginalne programy
- Kumple (Komediodramat)
- The Inbetweeners (Komedia)
- Wyklęci (Komediodramat)
- PhoneShop (Komedia)
- School of Comedy